# Asistenta
En palacio se daba el nombre de asistentas a las criadas de las damas, señoras de honor y camaristas que vivían en el mismo palacio. También se llamaban así las criadas seglares que sirven en los conventos de religiosas de las órdenes militares. 
En la actualidad, en España, el término también se utiliza para designar a las empleadas de hogar que sin habitar en la vivienda realizan las tareas domésticas habituales de una vivienda; además de para el femenino de asistente.